# 米爾格羅夫 (印地安納州)
米爾格羅夫（英語：Millgrove）是位於美國印地安納州布萊克福德縣的一個非建制地區。該地的面積和人口皆未知。

## 地理
米爾格羅夫的座標為40°24′30″N 85°16′30″W / 40.40833°N 85.27500°W，而該地的平均海拔高度為286米（即938英尺）。